# Halopenitus
Genre
Espèces de rang inférieur
- Halopenitus persicus

Halopenitus est un genre d'archées halophiles de la famille des Halobacteriaceae.